# Nils Persson (konsul)
Nils Persson (i riksdagen kallad Persson i Helsingborg), född 20 januari 1836 i Allerum, död 28 april 1916 i Helsingborg, var en svensk konsul, företagare och riksdagsman verksam till största delen i Helsingborg.

## Biografi
Nils Persson var son till rusthållaren Per Jönsson och Gunella Hallberg. Vid 15 års ålder påbörjade Persson sin köpmanskarriär som bodbetjänt hos sin morbror konsul Johannes Hallberg. 1860 öppnade han en egen diversehandel i Helsingborg och började där importera och sälja guano som användes som konstgödsel bland bönderna. Företaget var väldigt lönsamt och Persson funderade på möjligheterna att framställa eget konstgödsel vilket ledde till att han 1875 grundade Skånska superfosfat- och svavelsyrefabriks AB (nuvarande Kemira) på Söder i Helsingborg. Till detta behövde han dels fosforhaltigt material, dels svavelsyra. Fosfor fick han från början från fossila djurben, men gick senare över till att importera råfosfat från Florida och Nordafrika. Svavelsyran framställde han med hjälp av svavelkis som han lät bryta i sina egna gruvor i den norska delen av Sulitelmamassivet. Denna svavelkis var även rik på koppar, vilket gjorde att han 1886 grundade Helsingborgs kopparverk AB i anknytning till svavelsyrafabriken. I Norge bröt han även järnmalm och hans verksamheter bildade grund för flera bruksorter i området, till exempel Sulitjelma i anknytning till svavelkisbrottet. 
Åren 1903–1906 hade han intressen i järnfyndigheter i Salangen i Troms fylke, vilka därefter bearbetades i det kortlivade Salangenverket.
Nils Persson var också med från början då gruvföretaget AS Sydvaranger, vid Kirkenes i Nordnorge, bildades 1906. Han kom så småningom att kallas "Malmkongen av Norge" och fick flera hedersbetygelser för sina insatser, men även kritik för att han tjänade pengar på norsk malm.
1873 hade han startat Helsingborgs Ångtegelbruk AB. Dess "persategel" var rödbrunt till skillnad från det gula tegel som producerades av konsul Olsson i samma stad. Man sa skämtsamt på den tiden att man kunde se på teglet var de två herrarna hade sitt revir. Regionens expansion gjorde att efterfrågan på tegel var mycket stor och bruket levererade tegel till flera byggprojekt i Helsingborg och Köpenhamn. Fler fabriker som Persson bidragit till är Helsingborgs sockerfabrik, som han startade i samarbete med konsul Olsson och Skromberga stenkols- och lerindustri AB i Ekeby.
Åren 1875-1903 innehade Persson posten som nederländsk vicekonsul och sedan även posten som tysk konsul åren 1894-1909. Mellan 1894 och 1903 var han ordförande i Helsingborgs drätselkammare (kommunstyrelse) och mellan 1904 och 1908 ordförande i stadsfullmäktige. Han var åren 1901–1904 även ledamot av centralstyrelesen för Bankaktiebolaget Södra Sverige.
1883 köpte Persson den pampiga Essenska villan (sedermera kallad Konsul Perssons villa) söder om Helsingborgs centrum. Han var en social person som gärna sågs i sällskapen i Ramlösa brunn, där han från 1903 innehade aktiemajoriteten.
1906 inskaffade Persson från England den stora ånglustyachten Oriental, byggd i Campbeltown 1891. Oriental var vid tiden Skandinaviens största ånglustyacht med måtten 180 x 22 fot, 136 nettoreg.ton och med en ångmaskin om 600 hkr.

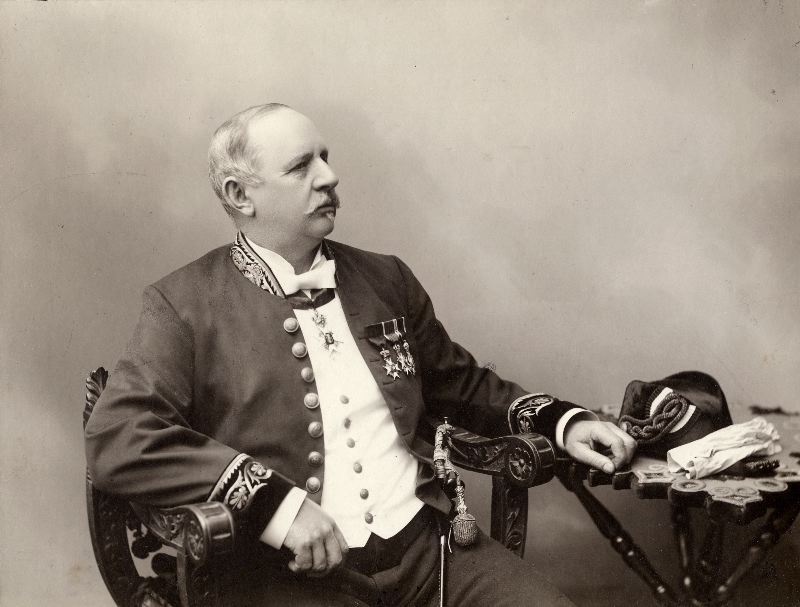
Konsul Nils Persson i konsulsuniform.
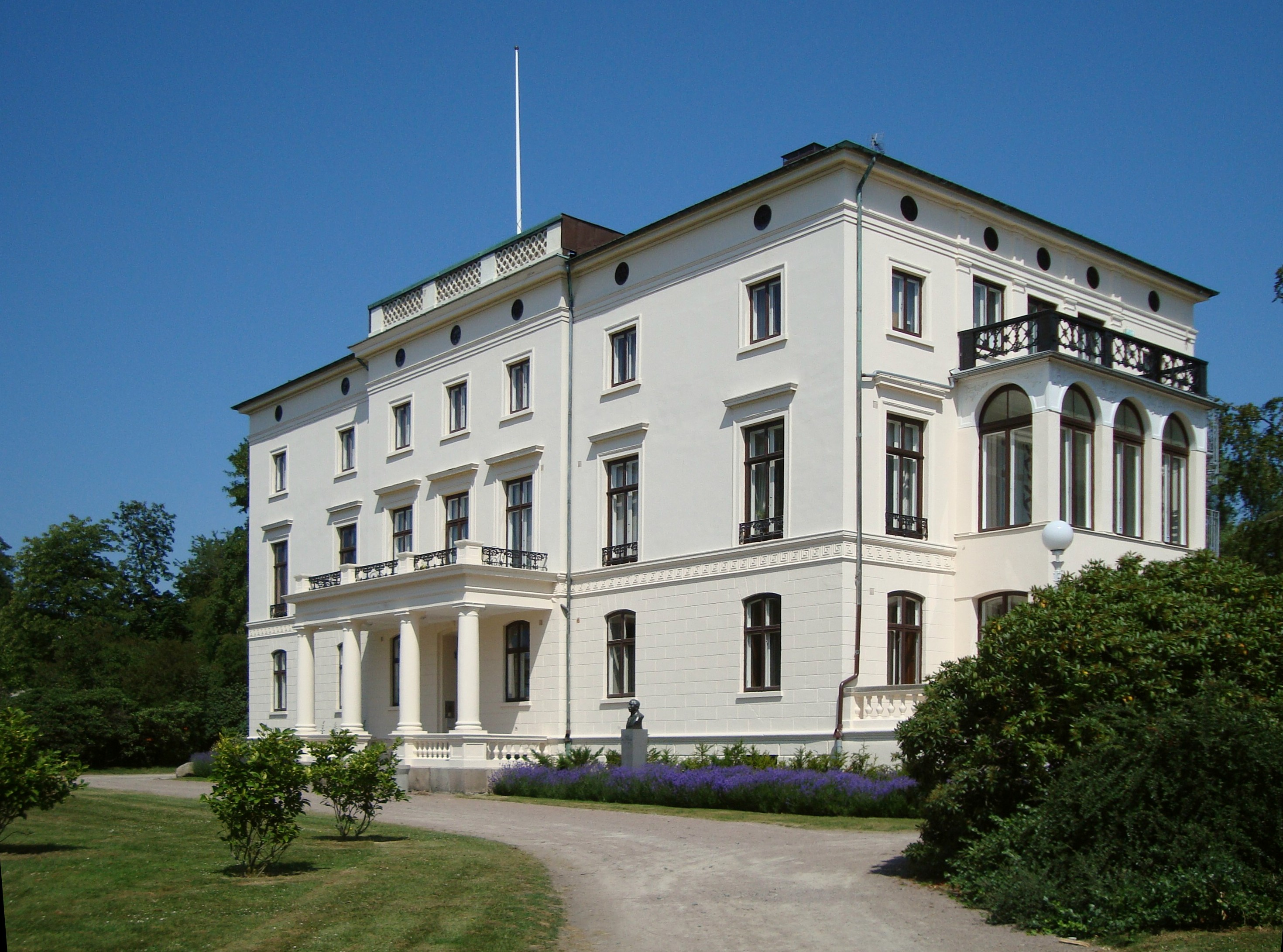
Konsul Perssons villa
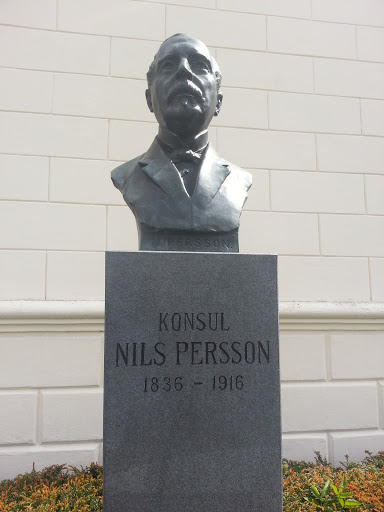
Konsul Nils Perssons byst utanför villan